# Tillamook
Tillamook (Starije varijante su Killamuck, Calamox, Gillamooks, Killamook) /='land of many waters,'/ pleme ili grupa plemena Salishan Indijanaca sa sjeverne oregonske obale (vidi) između rijeka Nehalem i Salmon, u koju pripadaju Tillamook vlastiti s Tillamook Baya, Nehalem s rijeke Nehalem, Nestucca s rijeke Nestucca, Salmon River ili Neschesne sa Salmon Rivera i možda Siletz s rijeke Siletz. 
Ime Tillamok činučki je naziv u značenje "people of Nehalem", a ostali nazivi za njih bili su  'Higgahaldahu'  kod Nestucca,  'Kyaukw'  kod Indijanaca Alsea i Si ni'-te-li, Mishikhwutmetunne naziv za njih i Alsee u značenju  'flatheads'  ili   'pljosnatoglavi' . 

## Sela
Pravi Tillamook Indijanci imali su prema Lewisu i Clarku sljedeća sela (5): Chishucks (na ušću rijeke Tillamook), Chucktin (njihovo najjužnije selo, na Tillamook Bayu), Kilherhursh (Tillamook Bay), Kilherner (Tillamook Bay), Towerquotten (Tillamook Bay). Plemena Nestucca, Salmon River i nehalem po jedno.

## Jezik
Jezik tillamook pripada porodici Salishan. Posljednji govornik umro je 1970., pa se danas služe engleskim.

## Populacija
Prema Lewisu i Clarku (1805) bilo ih je 2,200, no već 1845. broj im je sveden na 400 (Wilkes Exploring Expedition) i popisom iz 1912. svega 26. Potomaka danas imaju na rezervatu Siletz.

## Kultura
Kultura Tillamooka pripada Sjeverozapadnoj obali. Kuće Tillamooka su drvene (vidi[neaktivna poveznica]) a obitelji proširene, 20 do 30 osoba.  Ribolov (napose losos) osnovni su oblik privređivanja. 

## Vanjske poveznice
- Tillamook  Arhivirana inačica izvorne stranice od 30. lipnja 2004. (Wayback Machine)
- Tillamookm Indinas  Arhivirana inačica izvorne stranice od 4. lipnja 2012. (Wayback Machine)
- an extinct language of USA